# Football Club Gossau
Maillots
Actualités
Le FC Gossau est un club de football de la ville de Gossau, dans le Canton de Saint-Gall, en Suisse.
Il évolue en 1re Ligue.

## Parcours
- 1993 - 1997 : Ligue nationale B
- 2007 - 2010 : Challenge League
- 2010 - 2012 : 1re ligue (D3)
- 2012 -  : 1re ligue (D4)

## Anciens joueurs
- Alfred Scheiwiler
- Marco Zwyssig